# Lucia Popp
Lucia Popp (nascuda Lucia Poppová) (Záhorská Ves, Eslovàquia, 12 de novembre de 1939 – Múnic, 16 de novembre de 1993) fou una soprano eslovaca. Va començar la seua carrera com a soprano soubrette. Després va evolucionar cap a papers de soprano lírica lleugera, soprano de coloratura, i també papers de les òperes més lleugeres de Richard Strauss i Wagner. Va actuar, entre altres teatres d'òpera, a l'òpera de l'Estat de Viena, al Metropolitan Opera, al Covent Garden i a La Scala. Va ser també una destacada intèrpret de lieder. Casada dues vegades, va morir de càncer de cervell l'any 1993 a Múnic, a l'edat de 54 anys. Va ser enterrada al Cementeri Slávičie údolie de Bratislava.

## Carrera operística
Popp va ingressar a l'Acadèmia de Bratislava per a estudiar art dramàtic. Mentre rebia les primeres lliçons de cant, alshores com a mezzosoprano, la seua veu va evolucionar vers un registre més agut, fins al punt que el seu debut, a Bratislava, va ser en el paper de la reina de la Nit, de La flauta màgica de Mozart; un paper que tornaria a reprendre arran de la producció dirigida per Otto Klemperer l'any 1963. Aquest mateix any, Herbert von Karajan la va invitar a ingressar a la companyia de l'Òpera de l'Estat de Viena, on va debutar com a Barbarina en Les noces de Fígaro, de Mozart. Va estar molt lligada a l'Òpera de Viena durant tota la seua carrera, i l'any 1979 hi va ser nomenada "Kammersängerin". Va debutar al Covent Garden l'any 1966, com a Oscar en Un ballo in maschera, de Verdi, i al Metropolitan Opera l'any 1967, novament en el paper de reina de la Nit, en una producció de Marc Chagall.
Durant els anys 1970 va anar abandonant els papers de coloratura en benefici de papers més lírics. Després, en la dècada del 1980 va afegir papers més pesats al seu repertori, com ara Eva en Die Meistersinger von Nürnberg de Wagner. Com a resultat de la seua evolució vocal, va arribar a cantar diversos papers d'una mateixa obra al llarg de la seua carrera. Per exemple, Zdenka i Arabella, en Arabella de Richard Strauss's Arabella; Susanna i la Comtessa en Les noces de Fígaro, de Mozart; la reina de la Nit i Pamina en La flauta màgica, de Mozart; Zerlina, Donna Elvira i, després, Donna Anna en Don Giovanni, de Mozart; Adele i Rosalinde en El ratpenat de Johann Strauss II; Annchen i Agathe en Der Freischütz de Weber; o Sophie i la Mariscala en Der Rosenkavalier de Richard Strauss.

## Enregistraments
Lucia Popp rarament va enregistrar papers que no haguera interpretat als escenaris (amb poques excepcions, com ara Elisabeth en Tannhäuser, de Wagner o el paper protagonista en Daphne, de Strauss. La següent llista és una selecció dels seus enregistraments:
1. Mozart: Le nozze di Figaro (com Susanna), amb Te Kanawa, von Stade, Allen, Ramey i Solti (Decca)
2. Mozart: Le nozze di Figaro (com la Comtessa), amb José Van Dam, Hendricks, Raimondi, Baltsa, i Marriner (Philips)
3. Mozart: Don Giovanni (com Zerlina), amb Weikl, Sass, M. Price, T. Krause i Solti (Decca)
4. Mozart: Die Zauberflöte (com reina de la Nit), amb Janowitz, Berry, Gedda, Frick i Klemperer (EMI)
5. Mozart: Die Zauberflöte (com Pamina), amb Jerusalem, Brendel, Zednik, Gruberova i Haitink (EMI)
6. Mozart: Idomeneo (com Ilia), amb Pavarotti, Baltsa, Nucci, Gruberova i Pritchard (Decca)
7. Mozart: Die Entführung aus dem Serail (com Blonde, EMI)
8. Mozart: La clemenza di Tito (com Vitellia, amb Harnoncourt, Teldec; i Servilia, amb Kertész, (Decca)
9. Mozart: Il sogno di Scipione (com Costanza), amb Gruberova, Schreier, Mathis i Hager (Decca)
10. Orff: Carmina Burana amb Unger, Wolansky, Noble i Rafael Frühbeck de Burgos (EMI)
11. R. Strauss: Intermezzo (com Christine), amb Dallapozza, Fischer-Dieskau, Finke i Sawallisch (EMI)
12. R. Strauss: Der Rosenkavalier (com Sophie), amb Domingo, Ludwig, G. Jones, Berry i Bernstein (Sony)
13. R. Strauss: Daphne (com Daphne), amb Goldberg, Schreier, Wenkel, Moll i Haitink (EMI)
14. J. Strauss II: Die Fledermaus (com Adele), amb Varady, Weikl, Kollo, Prey i C. Kleiber (DG)
15. J. Strauss II: Die Fledermaus (com Rosalinde), amb Lind, Baltsa, Seiffert, Brendel, Rydl i Domingo (EMI)
16. Beethoven: Fidelio (com Marzelline), amb Janowitz, Kollo, Sotin, Fischer-Dieskau, Jungwirth i Berstein (DG)
17. Humperdinck: Hänsel und Gretel (com Gretel), amb Schlemm, Fassbaender, Gruberová, Hamari, Burrowes, Berry i Solti (Decca)
18. Humperdinck: Hänsel und Gretel (com la Fada de la Rosada), amb Moffo, Donath, Ludwig, Fischer-Dieskau, Berthold, Augér i Eichhorn (RCA)
19. Gluck: Orfeo ed Euridice (com Euridice), amb Lipovsek, Kaufmann i Hager (RCA)
20. Verdi: Rigoletto (com Gilda, RCA)
21. Puccini: La Bohème (com Mimì, Orfeo)
22. Puccini: Suor Angelica (com Angelica, RCA), Il Tabarro (com Giogetta, RCA);
23. Donizetti: L'elisir d'amore (com Adina, RCA)
24. Flotow: Martha (paper protagonista, EMI)
25. Janáček: La guineueta astuta (com la guineueta), amb Randova, Jedlicka, Blachut i Mackerras (Decca)
26. Janáček: Jenůfa (Decca, Karolka)
27. Lehár: Der Graf von Luxemburg (EMI).

També va enregistrar lieder. L'Edició Schubert d'Hyperion conté un àlbum amb ella (Volum 17), un dels seus darrers enregistraments. Va enregistrar els Quatre darrers lieder de Strauss dues vegades (amb Tennstedt per a EMI, i amb Tilson Thomas per a Sony, el seu darrer enregistrament), "Des Knaben Wunderhorn" de Gustav Mahler també dues vegades (amb Weikl i Tennstedt per a EMI, i amb Schimidt i Bernstein per a DG). EMI també va editar-ne dos àlbums en la seua sèrie Red Line (Àries eslaves, i àries d'opereta). El segell Orfeo també n'ha editat alguns enregistraments en viu.